# Colin Morgan (Judoka)
Colin Morgan (* 12. November 1973 in Calgary) ist ein ehemaliger kanadischer Judoka.

## Sportliche Karriere
Der 1,78 m große Colin Morgan kämpfte bis 1997 im Halbmittelgewicht, der Gewichtsklasse bis 78 Kilogramm. 1993 war er kanadischer Meister. Im März 1995 fanden in Mar del Plata die Panamerikanischen Spiele 1995 statt. Morgan erkämpfte eine Bronzemedaille. Bei den kanadischen Meisterschaften war er 1995 Zweiter hinter Maxim Roberge. 1996 belegte er bei den kanadischen Meisterschaften den dritten Platz. Trotzdem gehörte er zum kanadischen Aufgebot bei den Olympischen Spielen in Atlanta. Nach einem Freilos in der ersten Runde verlor er seinen ersten Kampf gegen den Georgier Warlam Liparteliani nach 1:57 Minuten.
Colin Morgans Zwillingsbruder Keith nahm viermal als Judoka an Olympischen Spielen teil. Bei den kanadischen Meisterschaften 1998 standen sich die Brüder im Finale des Mittelgewichts gegenüber, Keith Morgan gewann.